# Nepheronia buquetii
Nepheronia buquetii är en fjärilsart som först beskrevs av Jean Baptiste Boisduval 1836.  Nepheronia buquetii ingår i släktet Nepheronia och familjen vitfjärilar.
Artens utbredningsområde är Senegal. Inga underarter finns listade i Catalogue of Life.